# Liste der Monuments historiques in Île-de-Sein
Die Liste der Monuments historiques in Île-de-Sein führt die Monuments historiques in der französischen Gemeinde Île-de-Sein auf.

## Liste der Bauwerke
| Bezeichnung                  | Beschreibung | Standort                       | Kennzeichnung | Schutzstatus | Datum | Bild           |
| ---------------------------- | ------------ | ------------------------------ | ------------- | ------------ | ----- | -------------- |
| Ehemalige Matrosenunterkunft |              | 34, quai des Paimpolais (Lage) | PA29000062    | Inscrit      | 2007  | weitere Bilder |
| Ehemalige Matrosenunterkunft |              | 35, quai Paimpolais (Lage)     | PA29000059    | Inscrit      | 2007  |                |
| Les Causeurs                 |              | Place François-Le-Sud (Lage)   | PA00090011    | Classé       | 1901  | weitere Bilder |
| Leuchtturm Ar Men            |              | (Lage)                         | PA29000086    | Classé       | 2015  | weitere Bilder |
| Grand phare de l’Île de Sein | Leuchtturm   | (Lage)                         | PA29000085    | Inscrit      | 2015  | weitere Bilder |
| Phare de Tévennec            |              | (Lage)                         | PA29000081    | Inscrit      | 2015  | weitere Bilder |